# Rivalité Becker-Edberg
|                               |  |  |
| Boris Becker et Stefan Edberg |  |  |

Boris Becker et Stefan Edberg sont des joueurs de tennis professionnels engagés dans une des 10 rivalités les plus importantes de l'Ère Open du tennis. Entre 1984 et 1996, ces deux joueurs se sont affrontés à 35 reprises.

## Bilan des confrontations
En 1984 et 1985, Edberg remporte les deux premières rencontres puis Becker prend la tête de leurs confrontations dès le cinquième match et le gardera jusqu'au bout en 1996. En junior, Edberg devient le premier (et le seul à ce jour) à réaliser un Grand Chelem, Becker le considérait alors comme imbattable. L'Allemand gagne leurs deux premiers grands rendez-vous, en Coupe Davis 1985 et au Masters 1986. En 1987, Edberg est victorieux deux fois sur trois. En 1988, malgré une victoire au Queen's sur le Suédois, Becker s'incline en finale du tournoi de Wimbledon et au Masters, il remporte toutefois leur deuxième rencontre en Coupe Davis. En 1989, les deux joueurs se disputent une place en finale à Roland-Garros et c'est Edberg qui passera, dans un match en 5 sets ; Becker prendra alors sa revanche à Wimbledon en lui infligeant un 6-0 dans le premier set. Au Masters, Becker bat en poule Edberg mais perd la finale face à lui, l'année se termine avec la troisième victoires de Becker sur leurs 3 rencontres en Coupe Davis. En 1990, à Wimbledon, c'est la belle tant attendue et c'est Edberg qui la remporte ; hormis un abandon en finale du Masters 1000 de Paris l'année suivante, ce sera la dernière victoire du Suédois. Après Goteborg en 1985, Becker bat de nouveau Edberg sur ses terres à Stockholm en 1990 et 1991. En 1992 et 1994, Becker remporte leurs deux derniers grands rendez-vous, au Masters chez lui en Allemagne à Francfort.

## Liste des rencontres
|    | Vainqueur (+ classement) | Vaincu (+ classement) |  | Lieu        | Tournoi            | Année | Tour   | Score                            | Surface             | H.     | /       |
| 1  | Stefan Edberg no 19      | Boris Becker no 138   |  | Allemagne   | Cologne            | 1984  | 16e    | 2 sets : 6-4, 6-4                | Dur indoor          |        | 0 / 1   |
| 2  | Stefan Edberg no 20      | Boris Becker no 65    |  | États-Unis  | Philadelphie       | 1985  | 16e    | 2 sets : 6-3, 6-1                | Moquette indoor     |        | 0 / 2   |
| 3  | Boris Becker no 65       | Stefan Edberg no 16   |  | États-Unis  | Las Vegas          | 1985  | 8e     | 3 sets : 6-3, 6-7, 6-2           | Dur                 |        | 1 / 2   |
| 4  | Boris Becker no 6        | Stefan Edberg no 5    |  | Allemagne   | CD, Munich         | 1985  | Finale | 4 sets : 6-3, 3-6, 7-5, 8-6      | Moquette indoor     |        | 2 / 2   |
| 5  | Boris Becker no 4        | Stefan Edberg no 6    |  | États-Unis  | Dallas             | 1986  | Demi   | 4 sets : 7-6, 7-6, 4-6, 7-6      | Moquette indoor     |        | 3 / 2   |
| 6  | Boris Becker no 3        | Stefan Edberg no 6    |  | Canada      | Toronto            | 1986  | Finale | 3 sets : 6-4, 3-6, 6-3           | Dur                 |        | 4 / 2   |
| 7  | Boris Becker no 3        | Stefan Edberg no 4    |  | Japon       | Tokyo              | 1986  | Finale | 2 sets : 7-6, 6-1                | Moquette indoor     |        | 5 / 2   |
| 8  | Boris Becker no 2        | Stefan Edberg no 4    |  | États-Unis  | Masters, New York  | 1986  | Demi   | 2 sets : 6-4, 6-4                | Moquette indoor     |        | 6 / 2   |
| 9  | Boris Becker no 3        | Stefan Edberg no 2    |  | États-Unis  | Indian Wells       | 1987  | Finale | 3 sets : 6-4, 6-4, 7-5           | Dur                 |        | 7 / 2   |
| 10 | Stefan Edberg no 3       | Boris Becker no 4     |  | Canada      | Montréal           | 1987  | Demi   | 2 sets : 6-2, 6-4                | Dur                 |        | 7 / 3   |
| 11 | Stefan Edberg no 3       | Boris Becker no 4     |  | États-Unis  | Cincinnati         | 1987  | Finale | 2 sets : 6-4, 6-1                | Dur                 |        | 7 / 4   |
| 12 | Boris Becker no 4        | Stefan Edberg no 3    |  | États-Unis  | Dallas             | 1988  | Finale | 4 sets : 6-4, 1-6, 7-5, 6-2      | Moquette indoor     |        | 8 / 4   |
| 13 | Boris Becker no 7        | Stefan Edberg no 3    |  | Royaume-Uni | Londres            | 1988  | Finale | 3 sets : 6-1, 3-6, 6-3           | Gazon               |        | 9 / 4   |
| 14 | Stefan Edberg no 3       | Boris Becker no 8     |  | Royaume-Uni | GC, Wimbledon      | 1988  | Finale | 4 sets : 4-6, 7-6, 6-4, 6-2      | Gazon               |        | 9 / 5   |
| 15 | Stefan Edberg no 5       | Boris Becker no 4     |  | États-Unis  | Masters, New York  | 1988  | Poule  | 3 sets : 7-6, 3-6, 6-4           | Moquette indoor     |        | 9 / 6   |
| 16 | Boris Becker no 4        | Stefan Edberg no 5    |  | Suède       | CD, Göteborg       | 1988  | Finale | 3 sets : 6-3, 6-1, 6-4           | Terre battue indoor |        | 10 / 6  |
| 17 | Stefan Edberg no 3       | Boris Becker no 2     |  | France      | GC, Roland-Garros  | 1989  | Demi   | 5 sets : 6-3, 6-4, 5-7, 3-6, 6-2 | Terre battue        |        | 10 / 7  |
| 18 | Boris Becker no 2        | Stefan Edberg no 3    |  | Royaume-Uni | GC, Wimbledon      | 1989  | Finale | 3 sets : 6-0, 7-6, 6-4           | Gazon               |        | 11 / 7  |
| 19 | Boris Becker no 2        | Stefan Edberg no 3    |  | France      | Paris              | 1989  | Finale | 3 sets : 6-4, 6-3, 6-3           | Moquette indoor     |        | 12 / 7  |
| 20 | Boris Becker no 2        | Stefan Edberg no 3    |  | États-Unis  | Masters, New York  | 1989  | Poule  | 2 sets : 6-1, 6-4                | Moquette indoor     |        | 13 / 7  |
| 21 | Stefan Edberg no 3       | Boris Becker no 2     |  | États-Unis  | Masters, New York  | 1989  | Finale | 4 sets : 4-6, 7-6, 6-3, 6-1      | Moquette indoor     |        | 13 / 8  |
| 22 | Boris Becker no 2        | Stefan Edberg no 3    |  | Allemagne   | CD, Stuttgart      | 1989  | Finale | 3 sets : 6-2, 6-2, 6-4           | Moquette indoor     |        | 14 / 8  |
| 23 | Boris Becker no 2        | Stefan Edberg no 3    |  | Royaume-Uni | Londres            | 1990  | Demi   | 2 sets : 6-4, 6-4                | Gazon               |        | 15 / 8  |
| 24 | Stefan Edberg no 3       | Boris Becker no 2     |  | Royaume-Uni | GC, Wimbledon      | 1990  | Finale | 5 sets : 6-2, 6-2, 3-6, 3-6, 6-4 | Gazon               |        | 15 / 9  |
| 25 | Boris Becker no 2        | Stefan Edberg no 1    |  | Australie   | 500 Sydney indoor  | 1990  | Finale | 3 sets : 7-6, 6-4, 6-4           | Dur                 |        | 16 / 9  |
| 26 | Boris Becker no 2        | Stefan Edberg no 1    |  | Suède       | M1000 Stockholm    | 1990  | Finale | 3 sets : 6-4, 6-0, 6-3           | Moquette indoor     |        | 17 / 9  |
| 27 | Stefan Edberg no 1       | Boris Becker no 2     |  | France      | M1000 Paris        | 1990  | Finale | abandon 3-3 (5 sets gagnants)    | Moquette indoor     |        | 17 / 10 |
| 28 | Boris Becker no 2        | Stefan Edberg no 1    |  | Suède       | M1000 Stockholm    | 1991  | Finale | 5 sets : 3-6, 6-4, 1-6, 6-2, 6-2 | Moquette indoor     | 3 h 19 | 18 / 10 |
| 29 | Boris Becker no 5        | Stefan Edberg no 2    |  | Belgique    | Bruxelles          | 1992  | Demi   | 3 sets : 4-6, 6-4, 6-2           | Moquette indoor     | 1 h 29 | 19 / 10 |
| 30 | Boris Becker no 7        | Stefan Edberg no 2    |  | Allemagne   | Masters, Francfort | 1992  | Poule  | 2 sets : 6-4, 6-0                | Moquette indoor     | 1 h 09 | 20 / 10 |
| 31 | Boris Becker no 5        | Stefan Edberg no 2    |  | Qatar       | Doha               | 1993  | Demi   | 2 sets : 6-4, 6-4                | Dur                 | 1 h 33 | 21 / 10 |
| 32 | Boris Becker no 5        | Stefan Edberg no 8    |  | Allemagne   | Masters, Francfort | 1994  | Poule  | 3 sets : 6-7(3), 6-4, 7-5        | Moquette indoor     | 2 h 12 | 22 / 10 |
| 33 | Boris Becker no 4        | Stefan Edberg no 20   |  | Suisse      | Bâle               | 1995  | 1/4    | 3 sets : 6-4, 3-6, 6-3           | Dur indoor          | 1 h 49 | 23 / 10 |
| 34 | Boris Becker no 4        | Stefan Edberg no 23   |  | Qatar       | Doha               | 1996  | 16e    | 2 sets : 6-2, 7-5                | Dur                 | 1 h 29 | 24 / 10 |
| 35 | Boris Becker no 4        | Stefan Edberg no 26   |  | Royaume-Uni | Londres            | 1996  | Finale | 2 sets : 6-4, 7-6(3)             | Gazon               | 1 h 32 | 25 / 10 |

## Tableau comparatif
| Confrontation                                       | Boris Becker | Stefan Edberg | Total |
| --------------------------------------------------- | ------------ | ------------- | ----- |
| terre battue (outdoor/indoor)                       | 1            | 1             | 2     |
| terre battue (outdoor)                              | 0            | 1             | 1     |
| terre battue (indoor)                               | 1            | 0             | 1     |
| gazon (outdoor)                                     | 4            | 2             | 6     |
| moquette (indoor)                                   | 13           | 4             | 17    |
| dur (outdoor/indoor)                                | 7            | 3             | 10    |
| dur (outdoor)                                       | 5            | 2             | 7     |
| dur (indoor)                                        | 1            | 1             | 2     |
| Surface rapide (Dur/Gazon/Moquette)(indoor/outdoor) | 24           | 9             | 33    |
| outdoor                                             | 9            | 5             | 14    |
| indoor                                              | 16           | 5             | 21    |
| Grand Chelem                                        | 1            | 3             | 4     |
| Masters                                             | 4            | 2             | 6     |
| Masters 1000                                        | 2            | 1             | 3     |
| 500 series                                          | 1            | 0             | 1     |
| Autres tournois / 250 series                        | 14           | 4             | 18    |
| Finale de Grand Chelem                              | 1            | 2             | 3     |
| Finale de Masters                                   | 0            | 1             | 1     |
| Finale de Masters 1000                              | 2            | 1             | 3     |
| Finale                                              | 14           | 5             | 19    |
| Match en 2 sets gagnants                            | 14           | 5             | 19    |
| Match en 3 sets gagnants                            | 11           | 5             | 16    |
| Victoire en 5 sets                                  | 1            | 2             | 3     |
| Victoire en 4 sets                                  | 3            | 2             | 5     |
| Victoire en 3 sets (3 sets gagnants)                | 7            | 0             | 7     |
| Victoire en 3 sets (2 sets gagnants)                | 6            | 1             | 7     |
| Victoire en 2 sets                                  | 8            | 4             | 12    |
| Remontée de 1 set à 0 (match en 3 sets)             | 2            | 0             | 2     |
| Remontée de 2 sets à 0 (match en 5 sets)            | 0            | 0             | 0     |
| Remontée de 2 sets à 1 (match en 5 sets)            | 1            | 0             | 1     |
| Victoire en sauvant des balles de matchs            | 0            | 0             | 0     |
| Victoires d'affilée                                 | 8            | 2(x3)         | -     |
| Tie-break remporté                                  | 7            | 5             | 12    |
| 6-0 remporté                                        | 3            | 0             | 3     |
| 1984                                                | 0            | 1             | 1     |
| 1985                                                | 2            | 1             | 3     |
| 1986                                                | 4            | 0             | 4     |
| 1987                                                | 1            | 2             | 3     |
| 1988                                                | 3            | 2             | 5     |
| 1989                                                | 4            | 2             | 6     |
| 1990                                                | 3            | 2             | 5     |
| 1991                                                | 1            | 0             | 1     |
| 1992                                                | 2            | 0             | 2     |
| 1993                                                | 1            | 0             | 1     |
| 1994                                                | 1            | 0             | 1     |
| 1995                                                | 1            | 0             | 1     |
| 1996                                                | 2            | 0             | 1     |
| Allemagne                                           | 4            | 1             | 5     |
| Suède                                               | 3            | 0             | 3     |